# Morti il 16 settembre
| Questa pagina contiene informazioni ricavate automaticamente dalle voci biografiche con l'ausilio del template Bio e di un bot. L'aggiornamento è periodico e automatico e ricostruisce completamente la pagina. Se manca una persona in questa lista, sei pregato di non aggiungerla, ma accertati piuttosto che la sua voce biografica contenga il template Bio e che i dati anagrafici siano correttamente compilati. Se il template Bio manca, inseriscilo tu stesso o, in alternativa, metti l'avviso {{tmp\|Bio}} che ne segnala la mancanza. Se i dati riportati sono sbagliati, correggi direttamente la voce biografica; le modifiche saranno visibili in questa lista entro pochi giorni. Per chiarimenti vedi il progetto biografie. La lista contiene solo le 507 persone che sono citate nell'enciclopedia e per le quali è stato implementato correttamente il template Bio. Pagina aggiornata al 17 ago 2025. |

## I secolo(1)
- 68 - Prisco, santo romano

## II secolo(1)
- 157 - Santa Melissa, religiosa italiana (n. 126)

## IV secolo(1)
- 303 - Eufemia di Calcedonia, santa greca antica (n. 289)

## V secolo(1)
- 432 - Niniano di Whithorn, vescovo britannico

## VII secolo(1)
- 655 - Papa Martino I, papa, cardinale e vescovo italiano

## VIII secolo(1)
- 735 - Eugenia d'Alsazia, badessa e santa franca

## X secolo(1)
- 915 - Adalberto II di Toscana, nobile italiano

## XI secolo(2)
- 1087 - Papa Vittore III, papa, cardinale e vescovo cattolico italiano (n. 1027)
- 1100 - Bernoldo di Costanza, scrittore tedesco (n. 1054)

## XII secolo(1)
- 1140 - Vulgrin II d'Angoulême, conte

## XIII secolo(4)
- 1225 - Rainiero di Antiochia, patriarca cattolico italiano
- 1226 - Pandolfo Verraccio, diplomatico e vescovo cattolico italiano
- 1230 - Enrico I da Settala, arcivescovo cattolico italiano
- 1272 - Jaroslav III di Vladimir, principe russo (n. 1230)

## XIV secolo(5)
- 1327 - Cecco d'Ascoli, poeta, medico e insegnante italiano (n. 1269)
- 1340 - Manfredo IV di Saluzzo, marchese italiano (n. 1262)
- 1380 - Carlo V di Francia, sovrano (n. 1338)
- 1390 - Karigaila, nobile lituano
- 1394 - Clemente VII, cardinale e vescovo cattolico svizzero (n. 1342)

## XV secolo(3)
- 1406 - Cipriano, religioso e santo russo
- 1450 - Louis Aleman, cardinale, arcivescovo cattolico e beato francese
- 1498 - Tomás de Torquemada, religioso spagnolo (n. 1420)

## XVI secolo(12)
- 1505 - Udalrico Lichtenstein, vescovo cattolico austriaco
- 1519 - John Colet, teologo, umanista e presbitero inglese
- 1531 - Lorenzo Pucci, cardinale e vescovo cattolico italiano (n. 1458)
- 1540 - Enrique de Borja y Aragón, cardinale e vescovo spagnolo (n. 1518)
- 1542 - Pedro de Candia, condottiero greco
- 1560 - Gian Luigi Pascale, editore, traduttore e religioso italiano
- 1573 - Asakura Yoshikage, militare giapponese (n. 1533)
- 1576 - Isabella di Braganza, nobile portoghese (n. 1514)
- 1583 - Caterina Jagellona, principessa polacca (n. 1526)
- 1584 - Balthasar Ayala, giurista belga (n. 1548)
- 1589 - Michele Baio, teologo belga (n. 1513)
- 1599 - Celestino da Verona, francescano italiano

## XVII secolo(15)
- 1625 - Edward Stafford, IV barone Stafford, nobile inglese (n. 1572)
- 1626 - Denis-Simon de Marquemont, cardinale e arcivescovo cattolico francese (n. 1572)
- 1630 - Scipione Tolomei, letterato e scrittore italiano (n. 1553)
- 1641 - Luigi di Savoia-Nemours, nobile francese (n. 1615)
- 1645 - Giovanni Macías, religioso spagnolo (n. 1585)
- 1647 - Nevesinli Salih Pascià, politico ottomano (n. 1607)
- 1649 - Ann Cunningham, nobildonna scozzese
- 1652 - Giulio Roma, cardinale e vescovo cattolico italiano (n. 1584)
- 1661 - Niccolò Placido I Branciforte, nobile e politico italiano
- 1662 - Antonio Novelli, scultore italiano (n. 1599)
- 1668 - Paolo Emilio Rondinini, cardinale e vescovo cattolico italiano (n. 1617)
- 1670 - William Penn, ammiraglio inglese (n. 1621)
- 1672 - Anne Bradstreet, poetessa statunitense (n. 1612)
- 1681 - Jahanara Begum, principessa e scrittrice indiana (n. 1614)
- 1693 - Giovanni Battista de Bellis, vescovo cattolico italiano (n. 1630)

## XVIII secolo(20)
- 1701 - Giacomo II d'Inghilterra, re (n. 1633)
- 1701 - Inhyeon di Joseon, regina coreana (n. 1667)
- 1711 - John Lawson, esploratore, naturalista e scrittore britannico (n. 1674)
- 1725 - Antoine V de Gramont, militare francese (n. 1671)
- 1726 - Jakob Prandtauer, architetto austriaco (n. 1660)
- 1728 - Andrej Artamonovič Matveev, diplomatico russo (n. 1666)
- 1733 - Antonio Banchieri, cardinale italiano (n. 1667)
- 1736 - Daniel Gabriel Fahrenheit, fisico e inventore tedesco (n. 1686)
- 1753 - Georg Wenzeslaus von Knobelsdorff, architetto tedesco (n. 1699)
- 1758 - Silvia Balletti, attrice teatrale francese (n. 1701)
- 1759 - Nicolas-Antoine Boulanger, ingegnere e filosofo francese (n. 1722)
- 1763 - Asif ad-Dawlah Mir Ali Salabat Jang, principe indiano (n. 1718)
- 1764 - Francesco Giosea di Sassonia-Coburgo-Saalfeld, duca (n. 1697)
- 1775 - Allen Bathurst, I conte Bathurst, politico inglese (n. 1684)
- 1776 - Thomas Knowlton, patriota statunitense (n. 1740)
- 1777 - Simon Harcourt, I conte Harcourt, diplomatico inglese (n. 1714)
- 1778 - Melusina von der Schulenburg, nobile britannica (n. 1693)
- 1782 - Farinelli, cantante castrato italiano (n. 1705)
- 1792 - Henri Bertin, politico, avvocato e nobile francese (n. 1720)
- 1792 - Nguyen Hue, generale e imperatore vietnamita (n. 1753)

## XIX secolo(74)
- 1801 - Pavel Dmitrievič Mansurov, generale e principe russo (n. 1726)
- 1802 - Luigi di Anhalt-Köthen, principe (n. 1778)
- 1803 - Nicolas Baudin, esploratore, cartografo e naturalista francese (n. 1754)
- 1803 - Giacinto Calderara, compositore italiano (n. 1729)
- 1806 - Bernardo Fallani, architetto e ingegnere italiano (n. 1739)
- 1808 - Pierantonio Bondioli, medico italiano (n. 1765)
- 1809 - George Clinton Jr., politico statunitense (n. 1771)
- 1810 - Franz Friedrich Wilhelm von Fürstenberg, politico e educatore tedesco (n. 1729)
- 1811 - Jacob Adam, incisore austriaco (n. 1748)
- 1818 - Léon Dufourny, architetto francese (n. 1754)
- 1819 - John Jeffries, medico e scienziato statunitense (n. 1745)
- 1820 - Nguyễn Du, poeta e scrittore vietnamita (n. 1765)
- 1822 - Auguste Jean Ameil, generale francese (n. 1775)
- 1824 - Luigi XVIII di Francia, re (n. 1755)
- 1824 - Giacomo Tritto, compositore italiano (n. 1733)
- 1825 - Franciszek Karpiński, poeta polacco (n. 1741)
- 1832 - Alured Clarke, militare e politico britannico (n. 1744)
- 1834 - Antoine-Vincent Arnault, politico, poeta e drammaturgo francese (n. 1766)
- 1837 - Filippo Buonarroti, rivoluzionario e politico italiano (n. 1761)
- 1837 - Agathon Jean François Fain, politico, storico e nobile francese (n. 1778)
- 1839 - Ekaterina Nikolaevna Lopuchina, principessa russa (n. 1763)
- 1840 - Paul von Bilguer, scacchista tedesco (n. 1815)
- 1841 - Newton Cannon, politico statunitense (n. 1781)
- 1843 - Antoine-François Gérard, scultore francese (n. 1760)
- 1843 - Johan Sigismund von Mösting, politico e economista danese (n. 1759)
- 1843 - José María Queipo de Llano, politico e storico spagnolo (n. 1786)
- 1844 - Heinrich Christoph Wilhelm Sigwart, filosofo e logico tedesco (n. 1789)
- 1845 - Thomas Davis, scrittore, poeta e giornalista irlandese (n. 1814)
- 1845 - Vincenzo Selvaggi, poeta, scrittore e patriota italiano (n. 1823)
- 1845 - Dmitrij Pavlovič Tatiščev, militare, ambasciatore e politico russo (n. 1767)
- 1846 - Andrea Kim Taegon, presbitero coreano (n. 1821)
- 1846 - Heinrich Menu von Minutoli, militare, esploratore e archeologo svizzero (n. 1772)
- 1847 - Grace Aguilar, scrittrice britannica (n. 1816)
- 1847 - Francesco Bandiera, ammiraglio austriaco (n. 1785)
- 1853 - Germano IV di Costantinopoli, arcivescovo ortodosso greco (n. 1790)
- 1855 - George Thomas Napier, generale britannico (n. 1784)
- 1855 - Benedetto Pistrucci, medaglista italiano (n. 1783)
- 1855 - Sergej Semënovič Uvarov, politico e mineralogista russo (n. 1786)
- 1856 - Jean Guillaume Auguste Lugol, medico francese (n. 1786)
- 1857 - Eugenio di Württemberg, generale tedesco (n. 1788)
- 1858 - Giacomo Buzzi Leone, architetto italiano (n. 1787)
- 1860 - María Francisca de Sales de Portocarrero, nobile spagnola (n. 1825)
- 1861 - Theodor Willem Johannes Juynboll, teologo e filologo olandese (n. 1802)
- 1862 - Boniface de Castellane, nobile e generale francese (n. 1788)
- 1864 - Giambattista Passerini, filosofo, traduttore e patriota italiano (n. 1793)
- 1864 - Francesco Saverio da Camino, medico, chirurgo e patriota italiano (n. 1786)
- 1867 - Cesare Paravicini, patriota e politico italiano (n. 1810)
- 1868 - Filippo Cordova, patriota, giurista e politico italiano (n. 1811)
- 1869 - Thomas Graham, chimico scozzese (n. 1805)
- 1871 - Ignazio Alessandro Pallavicini, politico italiano (n. 1800)
- 1873 - Johann Nepomuk Czermak, fisiologo austriaco (n. 1828)
- 1873 - Manuel Ignacio de Vivanco, politico peruviano (n. 1806)
- 1874 - Gaetano Giorgini, matematico, ingegnere e politico italiano (n. 1795)
- 1875 - Gaspare Grassellini, cardinale italiano (n. 1796)
- 1875 - Francesco Roncalli, politico italiano (n. 1795)
- 1875 - Giacomo Sacchero, librettista, poeta e botanico italiano (n. 1813)
- 1877 - Giovanni Notta, politico italiano (n. 1807)
- 1877 - Marcin Zaleski, pittore polacco (n. 1796)
- 1878 - Ernst Reissner, anatomista tedesco (n. 1824)
- 1882 - Edward Bouverie Pusey, presbitero e docente britannico (n. 1800)
- 1883 - Errico Amante, politico, patriota e giudice italiano (n. 1816)
- 1887 - Bonaventura Cipriani, patriota italiano (n. 1826)
- 1887 - Silvia Pisacane, politica italiana (n. 1852)
- 1888 - Enrique Castro, generale uruguaiano (n. 1817)
- 1890 - Carl Ramon Soter von Lederer, diplomatico e nobile austriaco (n. 1817)
- 1890 - Osman Emin Ahmed Pascià, ammiraglio ottomano (n. 1858)
- 1892 - Giuseppe Albeggiani, matematico italiano (n. 1818)
- 1892 - Judah Leib Gordon, poeta e scrittore russo (n. 1830)
- 1892 - Edward Henry Howard, cardinale e arcivescovo cattolico britannico (n. 1829)
- 1896 - Francesco Gallo, vescovo cattolico italiano (n. 1810)
- 1896 - Antônio Carlos Gomes, compositore brasiliano (n. 1836)
- 1896 - Frigyes Ákos Hazslinszky, botanico e micologo ungherese (n. 1818)
- 1898 - Giuseppe Gibelli, medico e botanico italiano (n. 1831)
- 1899 - Ahmadu dan Tanimoun, sultano nigerino

## XX secolo(222)
- 1902 - Nicholas Fish II, diplomatico statunitense (n. 1846)
- 1902 - Alexander Willem Michiel van Hasselt, medico, ufficiale e naturalista olandese (n. 1814)
- 1905 - Vincenzo Micheli, architetto italiano (n. 1833)
- 1907 - James Carroll, medico, ufficiale e batteriologo britannico (n. 1854)
- 1910 - Giosuè Giuppone, pistard, pilota motociclistico e pilota automobilistico italiano (n. 1878)
- 1910 - Hormuzd Rassam, assiriologo e archeologo iracheno (n. 1826)
- 1911 - Shunsō Hishida, pittore giapponese (n. 1874)
- 1911 - Edward Whymper, alpinista inglese (n. 1840)
- 1914 - Louis Bach, calciatore francese (n. 1883)
- 1914 - Luigi Parazzi, presbitero, bibliotecario e letterato italiano (n. 1834)
- 1914 - Pierre Peyrusson, nuotatore francese (n. 1881)
- 1914 - James Edward Sullivan, dirigente sportivo e scrittore statunitense (n. 1862)
- 1916 - Hans Emil Alexander Gaede, generale tedesco (n. 1852)
- 1916 - Edmondo Matter, militare italiano (n. 1886)
- 1920 - Dan Andersson, scrittore e poeta svedese (n. 1888)
- 1920 - Fratelli Calvi, militare e alpinista italiano (n. 1887)
- 1920 - Horatio Torromé, pattinatore artistico su ghiaccio britannico (n. 1861)
- 1922 - Gabriel Séailles, filosofo francese (n. 1852)
- 1923 - Noe Itō, anarchica e scrittrice giapponese (n. 1895)
- 1924 - Alfredo Franziosi, calciatore e arbitro di calcio italiano (n. 1885)
- 1925 - Leo Fall, compositore austriaco (n. 1873)
- 1925 - Aleksandr Aleksandrovič Fridman, cosmologo e matematico russo (n. 1888)
- 1927 - Francesco de Guarnieri, violinista e compositore italiano (n. 1867)
- 1931 - Juan Domingo Brown, calciatore argentino (n. 1888)
- 1931 - Omar al-Mukhtar, imam e guerrigliero libico (n. 1858)
- 1932 - Peg Entwistle, attrice britannica (n. 1908)
- 1932 - Ronald Ross, medico britannico (n. 1857)
- 1933 - Raffaele Scapinelli di Leguigno, cardinale, arcivescovo cattolico e nobile italiano (n. 1858)
- 1935 - Carlo Rocca Rey, ammiraglio italiano (n. 1852)
- 1936 - Karl Buresch, politico austriaco (n. 1878)
- 1936 - Jean-Baptiste Charcot, esploratore, medico e navigatore francese (n. 1867)
- 1936 - Fernando De Rosa, antifascista italiano (n. 1908)
- 1937 - Prospero Colonna, nobile e politico italiano (n. 1858)
- 1939 - Vladimir Bazarov, giornalista, scrittore e filosofo russo (n. 1874)
- 1939 - Sergej Gricevec, aviatore sovietico (n. 1909)
- 1939 - Stanisław Grzmot-Skotnicki, generale polacco (n. 1894)
- 1939 - Alexander Kircher, pittore austro-ungarico (n. 1867)
- 1939 - Józef Kustroń, generale polacco (n. 1892)
- 1939 - Otto Wels, politico tedesco (n. 1873)
- 1940 - Julio Castillo, calciatore argentino (n. 1915)
- 1940 - Charles Cochrane-Baillie, II barone Lamington, politico scozzese (n. 1860)
- 1940 - William Anthony McGuire, commediografo, produttore teatrale e sceneggiatore statunitense (n. 1881)
- 1941 - Italia Almirante Manzini, attrice italiana (n. 1890)
- 1942 - Carlo Bigatto, calciatore e allenatore di calcio italiano (n. 1895)
- 1943 - Bruno Edmondo Arnaud, militare italiano (n. 1901)
- 1943 - Pasquale Capone, militare italiano (n. 1896)
- 1943 - Carlo Cerini, partigiano italiano (n. 1921)
- 1943 - Ferruccio Chemello, architetto italiano (n. 1862)
- 1943 - Eugénie Strong, archeologa inglese (n. 1860)
- 1943 - Pierre Seyler, calciatore francese (n. 1898)
- 1943 - Angelo Tarticchio, presbitero italiano (n. 1907)
- 1943 - Raffaele Trevisan, partigiano italiano (n. 1906)
- 1943 - Henry Wellesley, VI duca di Wellington, nobile e militare inglese (n. 1912)
- 1944 - Gustav Bauer, politico tedesco (n. 1870)
- 1944 - Giuseppe Boffito, letterato, bibliografo e storico della scienza italiano (n. 1869)
- 1944 - Dino Fiorini, calciatore italiano (n. 1915)
- 1944 - Vincenzo Giudice, militare italiano (n. 1891)
- 1944 - Tita Secchi, alpinista e partigiano italiano (n. 1915)
- 1944 - Guido Solitro, funzionario e storico italiano (n. 1883)
- 1945 - David Young Cameron, pittore e incisore scozzese (n. 1865)
- 1945 - John McCormack, tenore irlandese (n. 1884)
- 1945 - Gian Carlo Messa, magistrato, giurista e politico italiano (n. 1867)
- 1945 - Hugo Sinzheimer, giurista tedesco (n. 1875)
- 1946 - Giusto Gervasutti, alpinista italiano (n. 1909)
- 1946 - Henri Gouraud, generale francese (n. 1867)
- 1946 - James Jeans, astronomo, matematico e fisico britannico (n. 1877)
- 1946 - Mamie Smith, cantante, pianista e attrice statunitense (n. 1891)
- 1946 - Nicola Valente, compositore e editore italiano (n. 1881)
- 1948 - Manuel Arce y Ochotorena, cardinale e arcivescovo cattolico spagnolo (n. 1879)
- 1948 - Carlo Alberto Garufi, paleografo italiano (n. 1868)
- 1948 - Silvio Petrone, magistrato e politico italiano (n. 1863)
- 1949 - Arthur Berthelet, regista cinematografico e attore teatrale statunitense (n. 1879)
- 1949 - Hallie Quinn Brown, docente, scrittrice e attivista statunitense
- 1950 - Pedro de Cordoba, attore statunitense (n. 1881)
- 1950 - Mauro Taccola, calciatore italiano (n. 1924)
- 1951 - Bill Klem, arbitro di baseball statunitense (n. 1874)
- 1951 - Giovanni Tarello, politico, avvocato e antifascista italiano (n. 1881)
- 1952 - Marco Romano, calciatore italiano (n. 1910)
- 1952 - Vesta Tilley, cantante e attrice teatrale britannica (n. 1864)
- 1952 - Guido Viale, politico italiano (n. 1873)
- 1954 - Cesare Gravina, attore italiano (n. 1858)
- 1955 - Leo Amery, giornalista e politico britannico (n. 1873)
- 1956 - Hugh Ray, arbitro di football americano statunitense (n. 1884)
- 1957 - Rhea Mitchell, attrice e sceneggiatrice statunitense (n. 1890)
- 1957 - Qi Baishi, pittore cinese (n. 1864)
- 1958 - Alma Bennett, attrice statunitense (n. 1904)
- 1958 - Péter Papp, cestista ungherese (n. 1930)
- 1959 - Donald McKinlay, calciatore scozzese (n. 1891)
- 1960 - Hilliard Brooke Bell, aviatore canadese (n. 1897)
- 1960 - Clarence Childs, martellista statunitense (n. 1883)
- 1960 - Leo Spitzer, linguista e filologo austriaco (n. 1887)
- 1961 - Sven Colliander, cavaliere svedese (n. 1890)
- 1963 - Giuliano Grandi, allenatore di calcio e calciatore italiano (n. 1922)
- 1963 - Nam Phương, imperatrice vietnamita (n. 1914)
- 1964 - Rocco Serini, matematico italiano (n. 1886)
- 1965 - Tom Burridge, calciatore inglese (n. 1881)
- 1965 - Fred Quimby, produttore cinematografico statunitense (n. 1886)
- 1966 - Louis Cottier, artigiano e orologiaio svizzero (n. 1894)
- 1966 - Gilberto Errera, militare, aviatore e ingegnere italiano (n. 1894)
- 1966 - Luigi Morosini, generale italiano (n. 1894)
- 1967 - Pavlo Tyčyna, poeta e politico sovietico (n. 1891)
- 1968 - George Cholmondeley, V marchese di Cholmondeley, nobile inglese (n. 1883)
- 1968 - Diógenes Lara, calciatore boliviano (n. 1903)
- 1968 - Kalle Väisälä, matematico e esperantista finlandese (n. 1893)
- 1969 - Luigi Contu, politico, giurista e sindacalista italiano (n. 1901)
- 1969 - Ezio Garibaldi, politico e militare italiano (n. 1894)
- 1969 - Mally Johnson, cestista statunitense (n. 1908)
- 1970 - Mauro De Mauro, giornalista italiano (n. 1921)
- 1970 - Pavel Nikolaevič Evdokimov, filosofo e teologo russo (n. 1901)
- 1970 - Antal Róka, marciatore ungherese (n. 1927)
- 1970 - Martti Salminen, cestista finlandese (n. 1915)
- 1971 - Betty Boyd, attrice statunitense (n. 1908)
- 1971 - Lev Korčebokov, allenatore di calcio e calciatore sovietico (n. 1907)
- 1971 - Agnes Meyer Driscoll, crittografa statunitense (n. 1889)
- 1971 - Eric Miéville, diplomatico inglese (n. 1896)
- 1971 - Ralph Moody, attore statunitense (n. 1886)
- 1972 - Jan de Natris, calciatore olandese (n. 1895)
- 1973 - Leonard Carmichael, psicologo statunitense (n. 1898)
- 1973 - Rafael Franco, militare e politico paraguaiano (n. 1896)
- 1973 - William Theodore Heard, cardinale scozzese (n. 1884)
- 1973 - Víctor Jara, cantautore, musicista e regista teatrale cileno (n. 1932)
- 1973 - Donato Pafundi, politico e magistrato italiano (n. 1888)
- 1973 - Attilio Zannier, politico italiano (n. 1921)
- 1974 - Phog Allen, allenatore di pallacanestro statunitense (n. 1885)
- 1974 - Giuseppe Vismara, imprenditore, banchiere e filantropo italiano (n. 1888)
- 1975 - Arturo Policaro, calciatore italiano (n. 1906)
- 1976 - Bill Lampton, allenatore di calcio e calciatore inglese (n. 1914)
- 1976 - Bertha Lutz, politica e zoologa brasiliana (n. 1894)
- 1977 - Marc Bolan, cantautore e chitarrista inglese (n. 1947)
- 1977 - Max Bravmann, islamista tedesco (n. 1909)
- 1977 - Maria Callas, soprano statunitense (n. 1923)
- 1977 - Jim Fotheringham, calciatore scozzese (n. 1933)
- 1977 - Giovanni Pestarini, calciatore italiano (n. 1901)
- 1977 - Claudio Volonté, attore italiano (n. 1939)
- 1978 - Bill Foster, giocatore di baseball statunitense (n. 1904)
- 1978 - Väinö Kajander, lottatore finlandese (n. 1893)
- 1978 - Semën Krivošein, generale sovietico (n. 1899)
- 1978 - Barna Occhini, scrittore, storico dell'arte e giornalista italiano (n. 1905)
- 1979 - Nat Hickey, cestista, giocatore di baseball e allenatore di pallacanestro statunitense (n. 1902)
- 1979 - Gio Ponti, architetto e designer italiano (n. 1891)
- 1980 - Manfred Freyberger, attore austriaco (n. 1930)
- 1980 - Jean Piaget, psicologo, biologo e pedagogista svizzero (n. 1896)
- 1980 - Giacomo Schirone, politico e partigiano italiano (n. 1901)
- 1981 - Fritz Lange, politico tedesco (n. 1898)
- 1982 - Evdokija Beršanskaja, militare sovietica (n. 1913)
- 1982 - Sadegh Ghotbzadeh, politico iraniano (n. 1936)
- 1982 - Marcel Martiny, medico, antropologo e parapsicologo francese (n. 1897)
- 1982 - Bill Robinzine, cestista statunitense (n. 1953)
- 1982 - Rolfe Sedan, attore statunitense (n. 1896)
- 1983 - Giuseppe Calasso, politico e sindacalista italiano (n. 1899)
- 1983 - Ferruccio Castellano, attivista italiano (n. 1946)
- 1983 - Henry Grace, scenografo statunitense (n. 1907)
- 1983 - Gunnar Olsson, attore e regista svedese (n. 1904)
- 1983 - Florence Leona Christie Thompson, operaia statunitense (n. 1903)
- 1984 - Vincent Cotroni, mafioso italiano (n. 1910)
- 1984 - Nada Fiorelli, attrice italiana (n. 1919)
- 1984 - Paul Neuhuys, poeta belga (n. 1897)
- 1984 - Enrico Viti, fantino italiano (n. 1909)
- 1985 - Giovanni Fortin, presbitero italiano (n. 1909)
- 1985 - Dezső Zádor, pianista, organista e direttore d'orchestra ungherese (n. 1912)
- 1986 - Andrea Giuseppe Croce, marinaio e velista italiano (n. 1914)
- 1986 - Luigi Galli, antiquario italiano (n. 1902)
- 1987 - Nils Björklöf, canoista finlandese (n. 1921)
- 1987 - Eduardo Manzanos Brochero, sceneggiatore e produttore cinematografico spagnolo (n. 1919)
- 1987 - Giovanni Rossetti, calciatore italiano (n. 1919)
- 1987 - Christopher Soames, politico e diplomatico britannico (n. 1920)
- 1988 - Ciccio Errigo, poeta italiano (n. 1904)
- 1988 - Richard Paul Lohse, pittore svizzero (n. 1902)
- 1988 - Gabriel Stanislaw Morvay, artista, pittore e scrittore polacco (n. 1934)
- 1988 - Dick Pym, calciatore inglese (n. 1893)
- 1989 - Gianni Forlini, politico italiano (n. 1935)
- 1989 - Steven Stayner, statunitense (n. 1965)
- 1990 - Rosa Di Natale, poetessa, scrittrice e giornalista italiana (n. 1904)
- 1990 - Rościsław Iwanow-Ruszkiewicz, cestista, pallavolista e pallamanista polacco (n. 1919)
- 1990 - Semën Konstantinovič Kurkotkin, generale sovietico (n. 1917)
- 1990 - Hugues Laurent, scenografo francese (n. 1885)
- 1990 - Fermo Marelli, imprenditore e dirigente d'azienda italiano (n. 1900)
- 1990 - Oscarino, calciatore brasiliano (n. 1907)
- 1990 - Annibale Vitellozzi, architetto italiano (n. 1902)
- 1991 - Zino Francescatti, violinista francese (n. 1902)
- 1991 - Max Heinrich, calciatore svizzero (n. 1907)
- 1991 - Valerio Miroglio, artista italiano (n. 1928)
- 1991 - Bruno Paolinelli, regista, sceneggiatore e produttore cinematografico italiano (n. 1923)
- 1991 - Murilo Rubião, scrittore, giornalista e politico brasiliano (n. 1916)
- 1991 - Ol'ga Aleksandrovna Spesivceva, ballerina russa (n. 1895)
- 1992 - Enrico Assi, vescovo cattolico italiano (n. 1919)
- 1992 - Dario Cecchi, costumista, scenografo e pittore italiano (n. 1918)
- 1992 - Millicent Fenwick, politica, ambasciatore e giornalista statunitense (n. 1910)
- 1992 - Herivelto Martins, compositore, musicista e cantante brasiliano (n. 1912)
- 1993 - Pietro Barilla, imprenditore italiano (n. 1913)
- 1993 - Mario Follieri, politico italiano (n. 1913)
- 1993 - František Jílek, direttore d'orchestra ceco (n. 1913)
- 1993 - Henri LaBorde, discobolo statunitense (n. 1909)
- 1993 - Oodgeroo Noonuccal, poetessa, attivista e artista australiana (n. 1920)
- 1993 - Rok Petrovič, sciatore alpino sloveno (n. 1966)
- 1993 - Miguel Ángel Rugilo, calciatore argentino (n. 1919)
- 1993 - Onesto Silano, calciatore italiano (n. 1911)
- 1994 - Johnny Berry, calciatore inglese (n. 1926)
- 1994 - Gérson da Silva, calciatore brasiliano (n. 1965)
- 1994 - Albert Decourtray, cardinale e arcivescovo cattolico francese (n. 1923)
- 1994 - Jack Dodson, attore statunitense (n. 1931)
- 1994 - Dolly Haas, attrice tedesca (n. 1910)
- 1995 - Angelo Beltaro, calciatore italiano (n. 1906)
- 1995 - Otto Haftl, calciatore austriaco (n. 1902)
- 1995 - Alessandro Piazza, vescovo cattolico e biblista italiano (n. 1915)
- 1996 - McGeorge Bundy, politico e docente statunitense (n. 1919)
- 1996 - Marino Di Resta, militare italiano (n. 1962)
- 1996 - Karl Dröse, hockeista su prato tedesco (n. 1913)
- 1996 - Oronzo Lorusso, generale e aviatore italiano (n. 1917)
- 1996 - Gene Nelson, ballerino, attore e cantante statunitense (n. 1920)
- 1997 - Helen Jepson, soprano statunitense (n. 1904)
- 1997 - Stelio Mattioni, scrittore italiano (n. 1921)
- 1997 - Gerry Turpin, direttore della fotografia britannico (n. 1925)
- 1997 - José Valle, allenatore di calcio e calciatore argentino (n. 1920)
- 1998 - Egidio Ariosto, politico italiano (n. 1911)
- 1998 - Nibbio Bacci, calciatore italiano (n. 1923)
- 1998 - Luigi Gianoli, scrittore, critico musicale e giornalista italiano (n. 1918)
- 1998 - Aleksandr Michajlovič Zguridi, regista cinematografico sovietico (n. 1904)
- 2000 - Şükriye Dikmen, pittrice turca (n. 1918)
- 2000 - Angelo Mammì, calciatore italiano (n. 1943)
- 2000 - Aleksandra Petrova, modella russa (n. 1980)
- 2000 - Vladan Vahala, cestista ceco (n. 1971)

## XXI secolo(142)
- 2001 - Samuel Z. Arkoff, produttore cinematografico statunitense (n. 1918)
- 2001 - Gianbattista Bertelli, pittore, illustratore e restauratore italiano (n. 1922)
- 2001 - Neptali Gonzales, politico filippino (n. 1923)
- 2001 - Leonid Osyka, regista, produttore cinematografico e sceneggiatore ucraino (n. 1940)
- 2002 - Carlo Ballario, fisico italiano (n. 1915)
- 2002 - David Ludwig Bloch, litografo e pittore tedesco (n. 1910)
- 2002 - James Gregory, attore statunitense (n. 1911)
- 2002 - Jiří Javorský, tennista cecoslovacco (n. 1932)
- 2002 - François-Xavier Nguyễn Văn Thuận, cardinale e arcivescovo cattolico vietnamita (n. 1928)
- 2003 - Giuseppe Ermentini, architetto italiano (n. 1919)
- 2003 - Hiroyuki Hamada, karateka e maestro di karate giapponese (n. 1925)
- 2003 - Leonid Marjagin, regista sovietico (n. 1937)
- 2003 - Adelmo Tacconi, vescovo cattolico italiano (n. 1915)
- 2003 - Sheb Wooley, attore statunitense (n. 1921)
- 2004 - Izora Armstead, cantautrice e pianista statunitense (n. 1942)
- 2004 - Ramón Gabilondo, calciatore e allenatore di calcio spagnolo (n. 1913)
- 2004 - Livio Maitan, politico italiano (n. 1923)
- 2004 - Giovanni Raboni, poeta, critico letterario e giornalista italiano (n. 1932)
- 2005 - Arkadiusz Gołaś, pallavolista polacco (n. 1981)
- 2005 - Gordon Gould, fisico statunitense (n. 1920)
- 2005 - John McMullen, architetto e ingegnere statunitense (n. 1918)
- 2005 - Giancarlo Vigorelli, critico letterario, giornalista e scrittore italiano (n. 1913)
- 2006 - Piero Bertolini, pedagogista italiano (n. 1931)
- 2006 - George Estman, pistard sudafricano (n. 1922)
- 2006 - Zsuzsa Körmöczy, tennista ungherese (n. 1924)
- 2006 - Bruno Lepre, politico italiano (n. 1920)
- 2006 - Edi Stöllinger, pilota motociclistico austriaco (n. 1948)
- 2006 - Henri Thellin, calciatore belga (n. 1931)
- 2006 - Xavier Valls, pittore spagnolo (n. 1923)
- 2006 - Fouad el-Mohandes, attore, cantante e conduttore radiofonico egiziano (n. 1924)
- 2007 - Robert Jordan, scrittore statunitense (n. 1948)
- 2007 - Gianugo Polesello, architetto, urbanista e politico italiano (n. 1930)
- 2008 - Giorgio Bettinelli, cantautore italiano (n. 1955)
- 2008 - Stefano Rosso, cantautore e chitarrista italiano (n. 1948)
- 2008 - Norman Whitfield, produttore discografico, paroliere e compositore statunitense (n. 1940)
- 2008 - Anatolij Markovič Žabotinskij, fisico sovietico (n. 1938)
- 2009 - Timothy Bateson, attore e doppiatore britannico (n. 1926)
- 2009 - Fausto Braga, calciatore e allenatore di calcio italiano (n. 1921)
- 2009 - Bertha Chiu, cestista e giavellottista messicana (n. 1933)
- 2009 - Dorothy Coonan, attrice e ballerina statunitense (n. 1913)
- 2009 - Luciano Emmer, regista, sceneggiatore e montatore italiano (n. 1918)
- 2009 - Steve Romanik, giocatore di football americano statunitense (n. 1924)
- 2009 - Mary Travers, cantante statunitense (n. 1936)
- 2010 - Armand Catafago, cestista egiziano (n. 1926)
- 2010 - Mario Colarossi, velocista italiano (n. 1929)
- 2010 - James Dillion, discobolo e pesista statunitense (n. 1929)
- 2010 - Cvetan Golomeev, nuotatore bulgaro (n. 1961)
- 2010 - Mario Rodríguez Cobos, scrittore argentino (n. 1938)
- 2010 - Jack Sullivan, cestista e allenatore di pallacanestro statunitense (n. 1935)
- 2010 - Robert J. White, chirurgo statunitense (n. 1926)
- 2010 - Federico Guglielmo di Hohenzollern-Sigmaringen, nobile tedesco (n. 1924)
- 2011 - Dave Gavitt, cestista, allenatore di pallacanestro e dirigente sportivo statunitense (n. 1937)
- 2011 - Ian Kemp, musicologo inglese (n. 1931)
- 2011 - Kara Kennedy, filantropa e produttrice televisiva statunitense (n. 1960)
- 2011 - Lucien Jerphagnon, storico e filosofo francese (n. 1921)
- 2011 - Vanni Materassi, attore italiano (n. 1932)
- 2011 - Willie "Big Eyes" Smith, cantante statunitense (n. 1936)
- 2012 - Luc Barnier, montatore francese (n. 1954)
- 2012 - Pietro Maroso, allenatore di calcio, calciatore e dirigente sportivo italiano (n. 1934)
- 2012 - Ego Spartaco Meta, politico e antifascista italiano (n. 1924)
- 2012 - Charlie Sells, cestista statunitense (n. 1940)
- 2012 - Ragnhild di Norvegia, principessa norvegese (n. 1930)
- 2013 - Matteo Bertolazzi, cestista italiano (n. 1979)
- 2013 - Lucio Facchiano, politico italiano (n. 1928)
- 2013 - Judy Mosley, cestista e allenatrice di pallacanestro statunitense (n. 1968)
- 2013 - Jim Palmer, cestista statunitense (n. 1933)
- 2013 - Emmanuel Quarshie, calciatore ghanese (n. 1953)
- 2014 - Reginaldo Maria Pizzorni, presbitero e teologo italiano (n. 1920)
- 2014 - Lidia Proietti, pianista italiana (n. 1921)
- 2015 - Christophe Agou, fotografo francese (n. 1969)
- 2015 - Guy Béart, cantante e compositore francese (n. 1930)
- 2015 - Robert Cleary, hockeista su ghiaccio statunitense (n. 1936)
- 2015 - Clara Kraus Reggiani, grecista italiana (n. 1919)
- 2015 - Kurt Oppelt, pattinatore artistico su ghiaccio austriaco (n. 1932)
- 2015 - Keith Remfry, judoka britannico (n. 1947)
- 2016 - Tarik Akan, attore e produttore cinematografico turco (n. 1949)
- 2016 - Edward Albee, drammaturgo statunitense (n. 1928)
- 2016 - Gabriele Amorth, presbitero, scrittore e partigiano italiano (n. 1925)
- 2016 - Carlo Azeglio Ciampi, politico, economista e banchiere italiano (n. 1920)
- 2016 - Lev Izrailevič Cucul'kovskij, regista sovietico (n. 1926)
- 2016 - Teodoro González de León, architetto e pittore messicano (n. 1926)
- 2016 - Dieter Hoffmann, pesista tedesco (n. 1941)
- 2016 - W. P. Kinsella, scrittore e anglista canadese (n. 1935)
- 2016 - António Mascarenhas Monteiro, politico capoverdiano (n. 1944)
- 2016 - Riccardo Triglia, politico italiano (n. 1937)
- 2017 - Francesco Cafarelli, politico italiano (n. 1942)
- 2017 - Roberto Guicciardini, regista teatrale italiano (n. 1933)
- 2017 - Brenda Lewis, soprano statunitense (n. 1921)
- 2017 - Nabeel Qureshi, scrittore statunitense (n. 1983)
- 2017 - Elżbieta Wierniuk, tuffatrice polacca (n. 1951)
- 2018 - Maartin Allcock, violinista e tastierista britannico (n. 1957)
- 2018 - Kevin Beattie, calciatore e allenatore di calcio britannico (n. 1953)
- 2018 - Eduardo Benítez, cestista argentino
- 2018 - Anneke Grönloh, cantante olandese (n. 1942)
- 2018 - Adriana Rame, modella e attrice italiana (n. 1940)
- 2019 - Leah Bracknell, attrice britannica (n. 1964)
- 2019 - Luigi Colani, designer tedesco (n. 1928)
- 2019 - Roberto Dell'Acqua, attore e stuntman italiano (n. 1946)
- 2019 - Donald Gosling, ammiraglio britannico (n. 1929)
- 2019 - Davo Karničar, alpinista e scialpinista sloveno (n. 1962)
- 2019 - Luciana Palombi, cantante lirica e attrice italiana (n. 1926)
- 2020 - Ahmed Ben Salah, politico e sindacalista tunisino (n. 1926)
- 2020 - Edoardo Bruno, critico cinematografico italiano (n. 1928)
- 2020 - Liliana Feldmann, attrice teatrale, doppiatrice e cantante italiana (n. 1926)
- 2020 - Fino Fini, medico e scrittore italiano (n. 1928)
- 2020 - Huang Hong Sheng, cantante, attore e showman taiwanese (n. 1983)
- 2020 - Enrique Irazoqui, attore, scacchista e antifascista spagnolo (n. 1944)
- 2020 - Maksim Marcinkevič, attivista e criminale russo (n. 1984)
- 2020 - Giuseppe Pugliese, politico italiano (n. 1947)
- 2020 - Renato Risaliti, storico, scrittore e docente italiano (n. 1935)
- 2020 - Francisco Trois, scacchista brasiliano (n. 1946)
- 2021 - Arnaldo Di Benedetto, critico letterario italiano (n. 1940)
- 2021 - Dušan Ivković, allenatore di pallacanestro e cestista serbo (n. 1943)
- 2021 - George Mraz, contrabbassista e sassofonista ceco (n. 1944)
- 2021 - Casimir Oyé-Mba, politico gabonese (n. 1942)
- 2021 - Margarita Ponomarëva, ostacolista e velocista sovietica (n. 1963)
- 2021 - Jane Powell, attrice, cantante e ballerina statunitense (n. 1929)
- 2021 - Clive Sinclair, imprenditore e inventore inglese (n. 1940)
- 2021 - Boet van Dulmen, pilota motociclistico olandese (n. 1948)
- 2022 - Marco Lucchini, giornalista e telecronista sportivo italiano (n. 1945)
- 2022 - Amedeo Matacena, politico e armatore italiano (n. 1963)
- 2022 - Michael Minovitch, matematico statunitense (n. 1936)
- 2022 - Fritz Sperling, bobbista austriaco (n. 1945)
- 2022 - Luciano Vassallo, calciatore e allenatore di calcio etiope (n. 1935)
- 2022 - Giovanni Giuseppe Zandano, economista italiano (n. 1934)
- 2023 - Ron Barassi, giocatore di football australiano australiano (n. 1936)
- 2023 - Federico Bucci, storico dell'architettura italiano (n. 1959)
- 2023 - Arild Hetleøen, calciatore norvegese (n. 1942)
- 2023 - Milo Hrnić, cantante e politico croato (n. 1946)
- 2023 - Fabrizio Jovine, attore italiano (n. 1939)
- 2023 - Gita Mehta, scrittrice e giornalista statunitense (n. 1943)
- 2023 - Colin Murphy, allenatore di calcio e calciatore inglese (n. 1950)
- 2023 - Pino Parini, pittore italiano (n. 1924)
- 2023 - Abdul Ati al-Obeidi, politico e diplomatico libico (n. 1939)
- 2024 - Robert Dill-Bundi, pistard e ciclista su strada svizzero (n. 1958)
- 2024 - Peter Green, storico, scrittore e traduttore britannico (n. 1924)
- 2024 - Héctor de Guevara, calciatore peruviano (n. 1940)
- 2024 - Eikoh Hosoe, fotografo e regista giapponese (n. 1933)
- 2024 - István Juhász, calciatore ungherese (n. 1945)
- 2024 - Barbara Leigh-Hunt, attrice britannica (n. 1935)
- 2024 - Gary Shaw, calciatore inglese (n. 1961)
- 2024 - Yeshey Zimba, politico bhutanese (n. 1952)